# 닥북
닥북(DocBook)은 전자 문서의 내용과 구조를 서술하는 데 쓰이는 마크업 언어이다. 컴퓨터 하드웨어와 소프트웨어를 주제로 하는 책, 논문 만들기가 주된 용도이지만 그 외의 주제와 형태에도 충분히 사용할 수 있다. 많은 소프트웨어 프로젝트(특히 오픈소스 프로젝트)들이 닥북을 표준적인 문서화 형식으로 사용하고 있다.
닥북 문서는 크게 SGML 형식을 따르는 닥북 SGML 형식과 XML 형식을 따르는 닥북 XML 형식으로 나뉘며, 출력과 표시를 위해 PDF, HTML, RTF 등 다양한 문서 형식으로 변환할 수 있다.

## 예제
```
 
<book
 
id=
"simple_book"
>

   
<title>
Very
 
simple
 
book
</title>

   
<chapter
 
id=
"simplechapter"
>

     
<title>
Chapter
 
1
</title>

     
<para>
Hello
 
world!
</para>

   
</chapter>

 
</book>

```

## 같이 보기
- LaTeX